# Aden op de Gemenebestspelen

Vlag van Aden

De Kolonie Aden was een land dat deelnam aan de Gemenebestspelen, ook wel Commonwealth Games. Het land nam enkel in 1962 deel, daarna nog eenmalig als onderdeel van de Zuid-Arabische Federatie.

## Medailles
| Kolonie Aden op de Gemenebestspelen | Kolonie Aden op de Gemenebestspelen | Kolonie Aden op de Gemenebestspelen | Kolonie Aden op de Gemenebestspelen | Kolonie Aden op de Gemenebestspelen | Kolonie Aden op de Gemenebestspelen |
| ----------------------------------- | ----------------------------------- | ----------------------------------- | ----------------------------------- | ----------------------------------- | ----------------------------------- |
| Jaar                                | Goud                                | Zilver                              | Brons                               | Totaal                              | Rang                                |
| 1962                                | -                                   | -                                   | -                                   | -                                   | /                                   |